# Jules Toutain
Pour les articles homonymes, voir Toutain.
Jules Toutain, né à Vincennes le 20 novembre 1865 et mort à Paris le 18 janvier 1961 est un archéologue français.

## Biographie
Fils du professeur Henri Toutain, il fait ses études au lycée Charlemagne avant d'entrer à l'École normale supérieure en 1885.
Professeur à l'École normale supérieure, Jules Toutain était président de la société des sciences de Semur et directeur des fouilles d'Alésia jusqu'en 1958,,,. Outre les fouilles d'Alésia ses recherches ont porté sur l'histoire de l'Afrique romaine, en particulier dans le cadre de l'actuelle Tunisie, et sur l'histoire des religions dans l'Empire romain, domaine dans lequel il s'opposa aux thèses de Franz Cumont. Il est à l'origine du Prix Toutain-Blanchet décerné par l'Académie des inscriptions et belles lettres et récompensant un travail scientifique portant sur l'histoire de la Gaule avant Clovis ou l'histoire de l'Afrique antique.
L’Académie française lui décerne le prix Langlois en 1894 pour ses traductions sur les Musées archéologiques de Rome de Wolfgang Helbig
Jules Toutain meurt à l'âge de 95 ans à Paris, dans son appartement de la rue du Four (6e arrondissement).

## Publications
- Les cités romaines de la Tunisie : essai sur l'histoire de la Colonisation romaine dans l'Afrique du Nord, 1895
- Les Northmans en Islande au Moyen Âge, 1898
- Notes d'épigraphie et d'archéologie tunisienne, Bulletin archéologique, 1907
- Les Cultes païens dans l'Empire romain. Première partie: Les Provinces latines, trois volumes, 1907–1917
- La Légende de la déesse phrygienne Cybèle, ses transformations, 1909
- Histoire de France et histoire générale de 1789 à nos jours, 1910
- Histoire de l'antiquité, 1911
- Histoire du Moyen Âge, 1911
- Note sur les puits découverts à Alesia en 1909, 1911
- Alésia. Son histoire, sa résurrection, 1912
- Histoire moderne, 1913
- L'Idée religieuse de la rédemption et l'un de ses principaux rites dans l'antiquité grecque et romaine, 1916
- Histoire de l'Orient et de la Grèce, 1923
- Histoire de l'Europe et particulièrement de la France depuis la fin du Ve siècle jusqu'à la guerre de Cent ans, 1925
- Les Origines historiques de la Société des Nations..., 1925
- Chronique des fouilles : la campagne de 1924... rapport adressé à M. le Ministre de l'instruction publique et des beaux-arts par M. J. Toutain..., 1926
- L'Économie antique, 1927 (Collection L'Évolution de l'humanité)
- Discours prononcés à la séance de clôture du Congrès le samedi 23 avril 1927 / par M. Jules Toutain et M. Edouard Herriot, Congrès des Sociétés savantes à Paris, 1928
- Histoire contemporaine jusqu'au milieu du XIXe siècle, 1929
- La Gaule antique vue dans Alésia, 1932
- Un Grand héros national : Vercingétorix, 1934
- Comment s'est formée dès l'Antiquité la nationalité française, 1936
- À la recherche d'Alésia, Alaise ou Alise ?, 1952